# Рави (Гросето)
Рави (итал. Ravi) је насеље у Италији у округу Гросето, региону Тоскана.
Према процени из 2011. у насељу је живело 245 становника. Насеље се налази на надморској висини од 211 м.